# Migos
Migos là một nhóm nhạc hip hop ba thành viên ở Lawrenceville, Georgia, Hoa Kỳ. Được thành lập năm 2009 tại Lawrenceville, Georgia, Hoa Kỳ, Nhóm gồm có ba rapper chính với nghệ danh lần lượt là Quavo, Offset, và Takeoff.
Migos phát hành đĩa đơn đầu tay thương mại "Versace" vào năm 2013, xuất phát từ mixtape Y.R.N. (Young Rich Nigg*s). Họ đã phát hành vài đĩa đơn, chẳng hạn như "Fight Night" (2014), "Look at My Dab" (2015), và ba ca khúc xếp hạng hàng đầu của họ trên bảng xếp hạng Billboard Hot 100 gồm "Bad and Boujee" (với Lil Uzi Vert) (2016), đạt vị trí số 1, "MotorSport" (với Nicki Minaj và Cardi B) (2017), đạt vị trí thứ 6, và "Stir Fry" (2017), đạt vị trí thứ 8.
Migos đã phát hành album đầu tiên của họ Yung Rich Nation tháng 7 năm 2015, thông qua Quality Control Music và 300 Entertainment. Album thứ hai - Culture - được phát hành tháng 1 năm 2017 và cũng thông qua Quality Control và 300, và đã được xếp hạng hàng đầu trong bảng 200 Billboard. Nhóm này sau này đã ký thỏa thuận với Motown và Capitol Records tháng 1 năm 2017, và sau đó là album với Culture II tháng 1 năm 2018, đã đưa Migos lên BXH Billboard 200. Migos được quản lý bởi Coach K, người quản lý của các rapper ở Atlanta Gucci Mane và Young Jeezy, và thường hợp tác với các nhà sản xuất DJ Durel, Murda Beatz, và Zaytoven.